# Bejeweled 2
Bejeweled 2 (hay còn được gọi là Bejeweled 2 Deluxe) là một trò chơi điện tử phổ thông năm 2004 thuộc thể loại ghép ô và giải đố do PopCap Games phát triển và phân phối. Trò chơi được phát hành lần đầu trên Microsoft Windows, sau đó là Mac OS X, các thiết bị máy chơi game, máy cầm tay và thiết bị di động. Bejeweled 2 là phần kế tiếp của trò chơi đầu tiên phát hành năm 2000, với lối chơi tương tự là người chơi ghi điểm bằng cách hoán đổi vị trí hai viên ngọc liền kề để tạo thành một hàng hoặc một cột gồm ba viên ngọc cùng màu trở lên. Trò chơi được nâng cấp về mặt đồ họa và bổ sung thêm các chế độ chơi mới như Action, Puzzle, Endless và những chế độ ẩn khác.
Sau thành công lớn của Bejeweled, PopCap đáp ứng yêu cầu của game thủ là thực hiện phần tiếp theo và bổ sung những yếu tố mới để tạo nên sự khác biệt so với phần đầu tiên. Nhà phát hành hợp tác với nhạc sĩ Skaven để sản xuất âm nhạc cho Bejeweled 2. Theo CNN, Bejeweled 2 là một trong những trò chơi phổ thông phát triển doanh số nhanh nhất khi tính đến tháng 2 năm 2006, trò chơi bán được hơn 6 triệu bản trên toàn cầu và nhận về 100 triệu lượt tải xuống trên mọi nền tảng. Bejeweled 2 + Blitz giúp cho PopCap trở thành nhà phát hành duy nhất có hai tựa game lọt vào top 10 trò chơi iPhone/iPod Touch trả phí bán chạy nhất năm 2010.
Giới chuyên môn để lại những đánh giá phần lớn là tích cực cho Bejeweled 2 nhờ vào chế độ chơi đa dạng, âm thanh và hình ảnh cuốn hút và cơ chế tuy đơn giản nhưng hấp dẫn của trò chơi. Tuy nhiên, nhiều bài đánh giá chỉ trích Bejeweled 2 vì thiếu tính mới mẻ, lối chơi kém trực quan và thiếu tính năng trên một số nền tảng so với các phiên bản khác. Trò chơi được tạp chí Pocket PC hai lần vinh danh là trò chơi ghép theo màu xuất sắc nhất. Bejeweled 2 giành giải Trò chơi di động của năm tại giải Cần điều khiển Vàng năm 2008 và giải Stayin' Alive tại giải thưởng trò chơi vĩ đại năm 2009 của RealGames. Sách kỷ lục Guinness từng công nhận một số kỷ lục liên quan đến trò chơi này.

## Lối chơi
Bejeweled 2 là một trò chơi điện tử phổ thông thuộc thể loại ghép ô và giải đố. Nhiệm vụ của người chơi là hoán đổi vị trí hai viên ngọc liền kề để tạo thành một hàng hoặc một cột gồm ba viên ngọc cùng màu trở lên. Khi đó, các viên ngọc được ghép sẽ biến mất và các viên ngọc mới sẽ rơi xuống từ trên cùng để lấp đầy các khoảng trống. Các viên ngọc rơi xuống có khả năng tự động ghép với các viên ngọc khác tạo thành chuỗi ghép giúp tăng thêm điểm số cho người chơi. Nếu như bế tắc, người chơi có thể ấn nút gợi ý để trò chơi hướng dẫn nước đi, đổi lại sẽ bị trừ bớt điểm. Họ cũng có thể đợi vài giây để tính năng gợi ý tự động kích hoạt mà không bị phạt điểm. Trò chơi có chức năng bảng xếp hạng giúp người chơi lưu lại điểm số cao nhất.
Trong Bejeweled 2, nếu người chơi ghép 4 viên ngọc với nhau hay ghép 5 viên theo hình chữ L hoặc T thì sẽ tạo ra một viên ngọc sức mạnh có khả năng phá hủy 8 viên ngọc xung quanh sau khi được ghép. Nếu ghép 5 viên ngọc theo hàng dọc hoặc ngang thì sẽ tạo ra một viên Hyper Cube có khả năng loại bỏ tất cả các viên ngọc cùng màu với viên ngọc hoán đổi với nó. Ngoài ra, ở chế độ chơi khác có sự xuất hiện của đá (hoàn toàn không thể ghép được mà chỉ có thể phá hủy bằng vụ nổ) và bom có bộ đếm giảm dần theo nước đi của người chơi. Hết số thì bom sẽ phát nổ tương tự viên ngọc sức mạnh.
Bejeweled 2 cung cấp 4 chế độ chơi chính với lối chơi khác nhau:
- Chế độ Classic yêu cầu người chơi ghi điểm ở thanh tiến trình ở cuối màn hình bằng cách ghép các viên ngọc và khi đạt đủ, người chơi sẽ tiến lên cấp độ tiếp theo. Ở cấp độ càng cao, số điểm cần thiết để lên cấp tiếp theo sẽ tăng lên. Trò chơi kết thúc khi không thể thực hiện thêm nước đi nào nữa.[8]
- Chế độ Action là chế độ đếm thời gian và không có giới hạn số nước đi. Thanh đếm thời gian sẽ thu lại khi không có nước đi nào được ghép và nhiệm vụ của người chơi là sẽ phải lấp đầy thanh đó bằng cách ghép viên ngọc nhanh hơn. Nếu thanh đếm thời gian hết thì trò chơi sẽ kết thúc.[8]
- Puzzle là chế độ yêu cầu người chơi loại bỏ tất cả các viên ngọc khỏi bảng gồm có 80 phần chơi chia thành 16 "hành tinh", tức mỗi hành tinh có 5 màn. Người chơi có thể di chuyển sang hành tinh kế tiếp bằng cách hoàn thành tối thiểu 4 phần chơi trên hành tinh đó. Họ có thể sử dụng chức năng hoàn tác và gợi ý giải trong quá trình chơi. Sau khi hoàn thành hành tinh thứ 16, phần credit trò chơi được phát.[5][8]
- Chế độ Endless là nơi người chơi có thể chơi vô hạn mà không bao giờ hết nước đi. Mỗi lần lên cấp độ, người chơi sẽ kiếm được một viên ngọc đặt trong một chiếc đĩa của nhà sưu tập.[10]

Chế độ chơi bí mật có thể được mở khóa bằng cách đạt đến các mốc cụ thể trong các chế độ tương ứng:
- Chế độ Twilight được mở khóa bằng cách đạt cấp độ 18 trong Classic.[11] Chế độ này có vị trí xuất hiện đá quý thay đổi, có thể từ phía dưới hoặc trên cùng.[8]
- Chế độ Hyper được mở khóa bằng cách đạt cấp độ 9 trong Action và là phiên bản nhanh tay hơn của chế độ đó.[11]
- Chế độ Cognito là phiên bản tính điểm của Puzzle, được mở khóa bằng cách hoàn thành tất cả 80 phần chơi trong Puzzle.[11] Các phần chơi trong chế độ này bị thay đổi màu sắc hoặc bị lật ngược. Nếu người chơi sử dụng chức năng gợi ý thì sẽ mất điểm cho phần chơi đó. Người chơi tiến lên cấp độ tiếp theo bằng cách hoàn thành 4 phần chơi mà không sử dụng bất kỳ gợi ý nào.[9]
- Chế độ Finity được mở khóa bằng cách đạt cấp độ 281 trong Endless.[11] Chế độ này có thanh thời gian đếm ngược và người chơi chỉ có thể kiếm điểm bằng cách kích nổ các viên ngọc sức mạnh. Đá và bom cũng xuất hiện trong chế độ này.[8]

Original là một chế độ ẩn, có lối chơi giống với phiên bản gốc Bejeweled (2000) là người chơi không thể tạo ra các viên ngọc đặc biệt ở chế độ này. Người chơi hoàn toàn có thể vào Original mọi lúc trên menu chính bằng cách di chuột qua bốn nút chế độ trò chơi theo chiều kim đồng hồ (8 vòng) trên menu chính. Một số phiên bản khác của Bejeweled 2 bị thiếu các chế độ chơi so với phiên bản PC, chẳng hạn như chế độ Puzzle bị thiếu trong phiên bản hệ điều hành iOS, Symbian^3 hoặc BlackBerry 10.

## Phát triển
Sau thành công vang dội của Bejeweled trên mọi nền tảng từ trình duyệt cho đến máy tính cá nhân (PC) và điện thoại di động, đồng sáng lập kiêm giám đốc sáng tạo của PopCap Games, Jason Kapalka, tuyên bố nhà phát hành đã đáp ứng mong mỏi từ nhiều người rằng là thực hiện phần tiếp theo cho tựa trò chơi, với tựa đề Bejeweled 2. PopCap bắt tay thực hiện Bejeweled 2 vào năm 2002 và xây dựng trò chơi bằng công nghệ mã nguồn mở do hãng tự phát triển. James Gwertzman, giám đốc phát triển kinh doanh của PopCap, cho biết ý tưởng thực hiện trò chơi phổ thông như Bejeweled 2 chỉ đơn thuần tập trung vào tính thư giãn chứ không phải là cảm giác mạnh bạo và cạnh tranh như những trò chơi khác. Theo chia sẻ của Kapalka tại Hội nghị nhà phát triển trò chơi năm 2011, đội ngũ tại PopCap cải thiện và bổ sung những yếu tố mới cho Bejeweled 2 như viên ngọc sức mạnh, bom, đá không chỉ tạo nên sự khác biệt mà còn phải đảm bảo nhận được sự đồng tình từ game thủ là một sự nâng cấp và không lặp lại lối chơi cũ quá nhiều.
Kapalka cho biết xuyên suốt lịch sử phát hành của PopCap, đội ngũ được thuê để hỗ trợ ông cùng lập trình viên kiêm đồng sáng lập Brian Fiete phát triển các trò chơi là những người quen biết trên Internet, cùng với một số là game thủ kiêm lập trình viên hoặc họa sĩ. Ban đầu họ chỉ làm việc bán thời gian nhưng về sau, PopCap thuê họ phục vụ toàn thời gian. Nhạc sĩ điện tử người Phần Lan Peter "Skaven" Hajba trước đó từng cấp phép âm nhạc cho Bejeweled phần đầu tiên thì lần này anh tiếp tục trở lại sáng tác nhạc cho phần hai có thời lượng dài 40 phút. Theo phần ghi công trong Readme của Bejeweled 2, David Parton phụ trách hỗ trợ về mặt kỹ thuật. Josh Langley, Walter Wilson tham gia thiết kế đồ họa cho trò chơi, trong khi Armands Auseklis tạo các hình nền hành tinh trong Bejeweled 2 bằng phần mềm MojoWorld Generator của công ty Pandromeda. Stephane Brault thực hiện hiệu ứng âm thanh trong trò chơi, còn Scott Kim thì nhận công việc thiết kế các phần chơi trong chế độ Puzzle. Trước khi phát hành Bejeweled 2, PopCap thuê 44 người bao gồm game thủ để thử nghiệm và góp ý chỉnh sửa trò chơi.

## Phát hành
Ngày 15 tháng 11 năm 2004, PopCap chính thức phát hành Bejeweled 2 trên PC dùng hệ điều hành Microsoft Windows, yêu cầu phiên bản Windows 98 trở lên. Phiên bản webgame miễn phí chạy trên Flash của trò chơi có thể trải nghiệm ngay trang chủ của nhà phát hành hoặc trên website King.com. Bejeweled 2 xuất hiện trên trang bán trực tuyến MSN Games, Games for Windows của Microsoft, RealArcade và Steam của Valve Corporation. Các ấn bản trò chơi từng lên kệ tại Best Buy, Target và Walmart. Bejeweled 2 trên PC được cập nhật lên phiên bản 1.1 vào ngày 18 tháng 2 năm 2008 để đảm bảo tương thích với Windows Vista. Ngày 10 tháng 1 năm 2006, PopCap công bố phát hành Bejeweled 2 lên hệ điều hành Mac OS X, với yêu cầu tối thiểu là hệ điều hành phiên bản 10.2.8 và phần cứng là PowerMac G3. Ngoài ra, trò chơi còn được phát triển để chơi trên các máy đánh bạc hoặc giải trí trên chuyến bay.
Astraware phụ trách phát hành phiên bản hệ điều hành Palm OS và Windows Mobile dành cho Pocket PC vào ngày 6 tháng 12 năm 2004. Ngày 22 tháng 11 năm 2005, PopCap công bố đưa Bejeweled 2 lên nền tảng Xbox 360 dưới dạng trò chơi Xbox Live Arcade có thể tải xuống, do Oberon Media phân phối. Ngày 15 tháng 11 năm 2007, hãng ra mắt Bejeweled 2 lên nền tảng PlayStation 2 bán kèm với AstroPop (2004) trong gói PopCap Hits! Vol. 1. Ngày 29 tháng 1 năm 2009, PopCap hợp tác với Sony Online Entertainment, LLC phát hành Bejeweled 2 lên PlayStation Network, đối với châu Âu là vào ngày 14 tháng 5 năm 2009. Ngày 29 tháng 6 năm 2009, trò chơi được Sony và PopCap phát hành trên PlayStation Portable. PopCap phân phối Bejeweled 2 trên WiiWare vào ngày 14 tháng 6 năm 2010, riêng châu Âu, Úc và New Zealand thì vào ngày 4 tháng 1 năm 2011. Trò chơi được công ty tiếp quản PopCap sau này là Electronic Arts phát hành trên hệ điều hành Android vào ngày 19 tháng 2 năm 2011 và trên Symbian^3 vào khoảng giữa năm 2011. Bejeweled 2 xuất hiện trên cửa hàng BlackBerry World thuộc BlackBerry 10 vào ngày 2 tháng 4 năm 2013.
Trong một sự kiện truyền thông vào ngày 12 tháng 9 năm 2006, chủ tịch Steve Jobs của công ty Apple Inc. công bố cải tiến cho dòng sản phẩm iPod Classic và cho biết Bejeweled 2 là một trong những trò chơi được phát hành dành cho thiết bị này. Trò chơi được bán trên iTunes Music Store dưới tên gọi Bejeweled cùng ngày công bố. Ngày 10 tháng 7 năm 2008, PopCap phân phối trò chơi lên iOS dành cho iPhone và iPod Touch. Một năm sau, do số lượng người chơi và tải xuống có xu hướng giảm nên hãng quyết định cập nhật trò chơi với tên gọi là Bejeweled 2 + Blitz bổ sung chế độ Blitz từ Bejeweled Blitz và chức năng bảng xếp hạng trên Facebook. Ngày 7 tháng 12 năm 2011, PopCap ngừng phát hành Bejeweled 2 + Blitz để ra mắt hai trò chơi riêng biệt: một trò chơi tên Bejeweled tính phí và một trò chơi miễn phí đầu tiên của PopCap trên iOS tên Bejeweled Blitz. Bejeweled 2 có thể tiếp tục tải về thông qua cửa hàng App Store cho đến khi Electronic Arts ngừng phát hành hoàn toàn vào ngày 1 tháng 9 năm 2015.

## Đón nhận

### Doanh số
Theo CNN, Bejeweled 2 trở thành một trong những trò chơi phổ thông phát triển doanh số nhanh nhất. Tính đến tháng 2 năm 2006, trò chơi bán được hơn 6 triệu bản trên toàn cầu và nhận về 100 triệu lượt tải xuống trên mọi nền tảng. Trên nền tảng iOS, ứng dụng Bejeweled 2 + Blitz nhận về khoảng 4 triệu mua tính đến tháng 8 năm 2010. Kết hợp với Plants vs. Zombies (2009), PopCap trở thành nhà phát hành duy nhất có hai tựa game lọt vào top 10 trò chơi iPhone/iPod Touch trả phí bán chạy nhất năm 2010.

### Đánh giá chuyên môn
Bejeweled 2 nhận về những đánh giá phần lớn là tích cực từ giới chuyên môn trò chơi điện tử. Họ ca ngợi lối chơi gây nghiện và cơ chế đơn giản nhưng hấp dẫn của trò chơi. Nhiều ấn phẩm tán dương sự trau chuốt kỹ lưỡng và những cải tiến vượt bậc dựa trên nền tảng Bejeweled, chẳng hạn như phần thứ hai bổ sung thêm viên ngọc sức mạnh và Hyper Cube giúp cho trò chơi trở nên thú vị và đậm tính chiến thuật hơn phần đầu tiên. Các cây viết đánh giá cao Bejeweled 2 ở sự đa dạng của các chế độ chơi như Classic, Action, Puzzle và Endless đã giúp gia tăng giá trị chơi lại (replay value). Họ cho biết sự kết hợp giữa phần âm thanh với phần hình ảnh đầy thỏa mãn của trò chơi như đồ họa tươi sáng kết hợp với âm nhạc êm dịu của Skaven đã đem đến những trải nghiệm tích cực và dễ gây nghiện. Ngoài ra, Bejeweled 2 còn được khen ngợi về phần hiệu suất và khả năng điều khiển trực quan mượt mà trên các hệ điều hành như Palm OS, Windows Mobile, iPod Classic, iOS, Symbian^3 và WiiWare.
Tuy nhiên, nhiều bài chỉ trích Bejeweled 2 xuất hiện trên nhiều nền tảng khác nhau chẳng hạn như một số người cảm thấy phiên bản Bejeweled 2 dành cho máy chơi game, đặc biệt là trên Xbox 360, không có nhiều điểm mới mẻ so với bản Windows PC trả phí lẫn miễn phí nhưng mức giá bán lẻ lại quá cao. Phiên bản trò chơi trên Xbox 360 và PlayStation 3 thì bị chê bai ở lối chơi bằng cần điều khiển, được coi là kém trực quan hơn so với việc điều khiển bằng chuột hoặc màn hình cảm ứng. Ngoài ra, một số nhà phê bình trò chơi điện tử trên các nền tảng như PlayStation 3 và iOS nhận thấy Bejeweled 2 còn thiếu nhiều nội dung hoặc tính năng so với các phiên bản hệ điều hành khác hoặc các trò chơi khác cùng thể loại. Mike Slocombe của website Digital-lifestyles.info cảm thấy các tính năng mới trong Bejeweled 2 có phần quá phức tạp trên Palm OS và Windows Mobile so với Bejeweled. Tuy đánh giá 5 sao tuyệt đối nhưng cây bút Paul Hyman đến từ Gamezebo vẫn phê bình trò chơi bị sai logic ở hệ thống gợi ý và không có dấu hiệu cảnh báo rõ ràng cho người chơi biết họ sắp hết nước chơi.

### Kỷ lục liên quan và vinh danh
Tháng 9 năm 2006, công ty trò chơi FUN Technologies tổ chức một cuộc thi trò chơi điện tử phổ thông gồm Bejeweled 2, Zuma (2003) và Microsoft Solitaire với giải thưởng cá nhân 1 triệu đô la Mỹ, được sách Sách kỷ lục Guinness công nhận đây là "giải thưởng cá nhân nhiều tiền nhất trong một cuộc thi trò chơi điện tử". Năm 2009, Sách kỷ lục Guinness công nhận dòng trò chơi Bejeweled gồm Bejeweled 2 và phần đầu tiên là "trò chơi điện tử phổ thông không bán theo gói phổ biến nhất của thế kỷ 21". Một người đàn ông được xem là đã "phá đảo" Bejeweled 2 sau khi dành ra 3 năm liên tục để ghi 2.147.483.647 điểm và Sách kỷ lục Guinness công nhận đây là "điểm số hoàn hảo đầu tiên" trên trò chơi này.
Tạp chí Pocket PC hai lần vinh danh Bejeweled 2 là trò chơi ghép theo màu xuất sắc nhất vào tháng 10 năm 2006 và tháng 11 năm 2007. Năm 2008, trò chơi giành giải Trò chơi di động của năm tại giải Cần điều khiển Vàng. Năm 2009, RealGames thuộc phân nhánh của công ty RealNetworks trao giải Stayin' Alive cho Bejeweled 2 tại giải thưởng trò chơi vĩ đại được tổ chức năm đầu tiên. Tom Rose từ báo Boston Herald xếp Bejeweled 2 ở vị trí thứ 17 trong danh sách 20 trò chơi iPhone hàng đầu năm 2008.

### Cụm nguồn
1. ↑  Nguồn từ Josh Lee của PopMatters,[64] Brian Hudson của Mygamer.com,[10] Tim Tracy của GameSpot,[56] Marcus Albers của Inside Mac Games,[65] Rachel Penny của PlayStation Official Magazine – UK,[61] Terence Gage của Thunderbolt,[66] Marty Greenwell của Console Monster,[67] Ned Jordan của The Gamers' Temple,[68] Jonathan Wahlgren của Nintendo Life,[69] Spanner Spencer của Pocket Gamer,[70] Dave Flodine của AppSpy[71] và Ewan Spence của All About Symbian.[13]
2. ↑  Nguồn từ Josh Lee của PopMatters,[64] Brian Hudson của Mygamer.com,[10] Marcus Albers của Inside Mac Games,[65] Dan Amrich của GamesRadar+,[58] Tim Tracy của GameSpot,[56] Douglass C. Perry của IGN,[33]  Rachel Penny của PlayStation Official Magazine – UK,[61] Bebito Jackson của GameFan,[8] Marty Greenwell của Console Monster[67] và Ned Jordan của The Gamers' Temple.[68]
3. ↑  Nguồn từ Josh Lee của PopMatters,[64] Brian Hudson của Mygamer.com,[10] Tim Tracy của GameSpot,[56] Paul Hyman của Gamezebo,[6] Carrie Gouskos của GameSpot,[57] Douglass C. Perry & Chris Roper & Lucas M. Thomas của IGN,[33][59][60] Brent Soboleski của TeamXbox,[72] John Olin của Xbox Evolved,[73] Bebito Jackson của GameFan,[8] Terence Gage của Thunderbolt,[66] Marty Greenwell của Console Monster,[67] và Dave Flodine của AppSpy.[71]
4. ↑  Nguồn từ Josh Lee của PopMatters,[64] Brian Hudson của Mygamer.com,[10] Paul Hyman của Gamezebo,[6] Douglass C. Perry của IGN[33] và Ewan Spence của All About Symbian.[13]
5. ↑  Nguồn từ Mike Slocombe từ Digital-lifestyles.info,[74] Jonathan Wahlgren của Nintendo Life,[69] Spanner Spencer của Pocket Gamer,[70] Dave Flodine của AppSpy,[71] Peter Cohen của Playlist[75] và Ewan Spence của All About Symbian.[13]
6. ↑  Nguồn từ Dan Amrich của GamesRadar+,[58] Carrie Gouskos của GameSpot,[57] Brent Soboleski của TeamXbox[72] và John Olin của Xbox Evolved.[73]
7. ↑  Nguồn từ Mike Palermo của Gaming Age[76] Chris Selogy của Gamer 2.0,[77] Jonathan Wahlgren của Nintendo Life,[69] Lucas M. Thomas của IGN,[60] Zack Stern của MacLife,[78] Tom Bramwell của Eurogamer[12] và Riordan Frost của Slide to Play.[79]